# 張延賞
張 延賞（ちょう えんしょう、726年 - 787年）は、唐代の官僚・政治家。もとの名を宝符。本貫は蒲州猗氏県。

## 経歴
中書令の張嘉貞の子として生まれた。幼くして父を失った。開元末年に玄宗の召見を受け、「賞延于世」から取って、延賞の名を賜った。特別に左司御率府兵曹参軍に任じられた。経書や史書を広く渉猟し、行政事務に熟達した。侍中の苗晋卿に見出されて、その娘を妻に迎えた。粛宗が鳳翔府にいたとき、延賞は監察御史に抜擢され、緋魚袋を賜った。殿中侍御史に転じた。関内節度使の王思礼に求められて従事となった。王思礼が太原尹に転出すると、延賞は太原少尹となり、行軍司馬・北都副留守を兼ねた。
広徳元年（763年）、代宗が陝州に避難すると、延賞は給事中に任じられ、御史中丞・中書舎人に転じた。大暦2年（767年）、河南尹に任じられ、諸道営田副使をつとめた。ときに河南・淮西・山南副元帥が罷免され、その兵が東都洛陽に駐屯すると、延賞は権知東都留守としてこの兵を領知した。大暦6年（771年）、長安に入朝して御史大夫に任じられた。まもなく揚州刺史・淮南節度観察等使として出向した。ほどなく母が死去したため、延賞は職を去って喪に服した。大暦11年（776年）、喪が明けると、延賞は検校礼部尚書・江陵尹となり、御史大夫・荊南節度観察使を兼ねた。
大暦14年（779年）、延賞は御史大夫を兼ねたまま、検校兵部尚書・成都尹・剣南西川節度観察使に転じた。建中3年（782年）、吏部尚書を加えられた。建中4年（783年）11月、西山兵馬使の張朏が兵を率いて成都府に入り、反乱を起こすと、延賞は漢州の鹿頭関に逃れ、戍将の叱干遂らが張朏の乱を討った。その月、張朏とその仲間を斬り、延賞は成都府に復帰した。徳宗が山南に避難すると、延賞は多くの奉献物を提供して、朝廷を援助した。
貞元元年（785年）、宰相の劉従一が病のため退任すると、延賞は中書侍郎・同中書門下平章事（宰相）となった。延賞は鳳翔節度使の李晟と合わず、李晟は上表して延賞の罪悪をあげつらった。徳宗は李晟の意に違うことができず、延賞が興元府に到着すると、宰相を退任して尚書左僕射に転じた。かつて大暦末年に吐蕃が剣南に侵攻すると、李晟は神策軍を率いて剣南を守備した。軍を返すにあたって、李晟は成都府の官妓の高氏を連れて帰った。延賞はこれを聞いて激怒し、官吏を派遣して高氏を連れ戻した。李晟はこのことを恨みに思っていたのであった。貞元3年（787年）1月、李晟が入朝すると、徳宗は李晟に延賞と和解するよう促した。浙西観察使の韓滉も李晟に恨みを解くよう勧めたので、李晟は上表して延賞を宰相に推薦した。このため延賞は再び同中書門下平章事を加えられた。7月、延賞は死去した。享年は62。太保の位を追贈された。諡は成粛といった。
子に張弘靖があった。

## 伝記資料
- 『旧唐書』巻129 列伝第79
- 『新唐書』巻127 列伝第52